# Беттлс (Аляска)
Беттлс (англ. Bettles, коюкон: Kk’odlel T’odegheelenh Denh) — город в зоне переписи населения Юкон-Коюкук, штат Аляска, США.

## История
Беттлс был основан в 1896 году, в ходе Золотой Лихорадки на Аляске. Взлётно-посадочная полоса была построена во время Второй мировой войны и используется сегодня для коммерческих рейсов.

## География
Расположен примерно в 63 км к северо-востоку от города Аллакакет и в 2 км от города Эвансвилл, на берегу реки Коюкук. Город находится в 35 милях к северу от северного полярного круга и к югу от горного хребта Брукса. Площадь города составляет 4,2 км², из которых 4,2 км² — суша и 0 км² — вода.
Климат города — субарктический, характеризуется долгими холодными зимами и коротким тёплым летом. Температуры обычно держатся ниже нулевой отметки с октября по март; зимой температуры нередко опускаются ниже −46 °C. Минимальная когда-либо зафиксированная температура: −57 °C; максимальная: +34 °C.

## Население
По данным переписи 2000 года население города составляло 43 человека. Расовый состав: коренные американцы — 18,16 %; белые — 76,74 %; представители двух и более рас — 4,65 %. Доля лиц в возрасте младше 18 лет — 30,2 %. Средний возраст населения — 34 года. На каждые 100 женщин приходится 104,8 мужчин; на каждые 100 женщин старше 18 лет — 130,8 мужчин.
Из 16 домашних хозяйств в 37,5 % — воспитывали детей в возрасте до 18 лет, 50,0 % представляли собой совместно проживающие супружеские пары, в 6,3 % семей женщины проживали без мужей, 43,8 % не имели семьи. 18,8 % от общего числа семей на момент переписи жили самостоятельно, при этом 0 % составили одинокие пожилые люди в возрасте 65 лет и старше. В среднем домашнее хозяйство ведут 2,69 человек, а средний размер семьи — 3,44 человек.
Средний доход на совместное хозяйство — $49 375; средний доход на семью — $65 000. Средний доход мужчины — $47 917; женщины — $48 750. Средний доход на душу населения — $19 585. Около 10,0 % семей и 6,4 % жителей живут за чертой бедности, включая 11,1 % лиц младше 18 лет и 0 % лиц старше 65 лет.
Динамика численности населения города по годам:
| 1930 | 1940 | 1950 | 1960 | 1990 | 2000 | 2010 |
| ---- | ---- | ---- | ---- | ---- | ---- | ---- |
| 23   | 10   | 47   | 77   | 36   | 43   | 12   |

## Транспорт
В городе располагается аэропорт Беттлс.